# U-172
U-172 je bila nemška vojaška podmornica Kriegsmarine, ki je bila dejavna med drugo svetovno vojno.

## Zgodovina
Potopljena je bila 13. decembra 1943 po 27. urnem boju z letali Grumman Avenger in Grumman Wildcat (skupine VC-19 iz spremljevalne letalonosilke USS Bogue (CVE-9) in rušilci USS George E. Badger (AVD-3), USS Clemson (AVD-4), USS Osmond Ingram (AVD-9) in USS Du Pont (DD-152); rušilci so med bojem odvrgli čez 200 podvodnih nabojev. Umrlo je 13 članov posadke, medtem ko se jih je 46 rešilo.

## Tehnični podatki
| Kategorije                                    | Podatki                       |
| --------------------------------------------- | ----------------------------- |
| Teža (t): na površju pod površjem polna Teža  | 1.120 1.232 1.540             |
| Dolžina (m) - tlačni trup (m)                 | 76,76 - 58,75                 |
| Širina (m) - tlačni trup (m)                  | 6,76 - 4,4                    |
| Izpodriv (m)                                  | 4,7                           |
| Višina (m)                                    | 9,4                           |
| Moč (hp): na površju pod podvršjem            | 4.400 1.000                   |
| Hitrost (vozlov): na površju pod podvršjem    | 18,3 7,3                      |
| Doseg (milja/vozel): na površju pod podvršjem | 13.450/10 63/4                |
| Torpeda/Torpedne cevi                         | 22/6 (4 na premcu, 2 na krmi) |
| Krovni top (mm)                               | 105 (110 granat)              |
| Mine                                          | 44 TMA                        |
| Posadka                                       | 48-56                         |
| Maksimalni potop (m)                          | 230                           |